# Обида (озеро)
Оби́да (бел. Абі́да) — озеро в Крупском районе Минской области Белоруссии.

## География и гидрография
Расположено в 30 км к северу от города Крупки. На берегах озера находятся деревни Большие Хольневичи и Хольневичи.
Из северной части озера вытекает река Югна, из южной части — широкая протока, соединяющая его с озером Селява. Впадают 2 ручья. После строительства плотины и ГЭС на реке Югна уровень воды в озере поднялся и в настоящее время максимальная глубина достигает 17 м, при средней — 12 м (прежние официальные данные — 7,5 м).
Площадь зеркала около 0,8 км² (раньше 0,64 км²), длина около 1,6 км (раньше 1,46 км²), наибольшая ширина 0,75 км (раньше 0,7 км²). Площадь водосбора около 330 км².
Принадлежит водной системе реки Лукомки и находится в бассейне Западной Двины. Входит в состав государственного ландшафтного заказника республиканского значения Селява.

## Описание
Котловина озера овальная. Склоны котловины покрыты кустарником. Берега низкие, в основном песчаные, только на юге — заболоченные. Мелководье узкое, песчаное, иногда глинистое, в более глубоких местах дно глинисто-илистое и сапропелистое. Озеро эвтрофное, зарастает умеренно.

## Фауна
В озере обитают ёрш, лещ, налим, окунь, плотва, уклейка, щука, язь и другая рыба. Производится промысловый лов рыбы, а также организовано платное любительское рыболовство.